# Daniel Berlin (krögare)

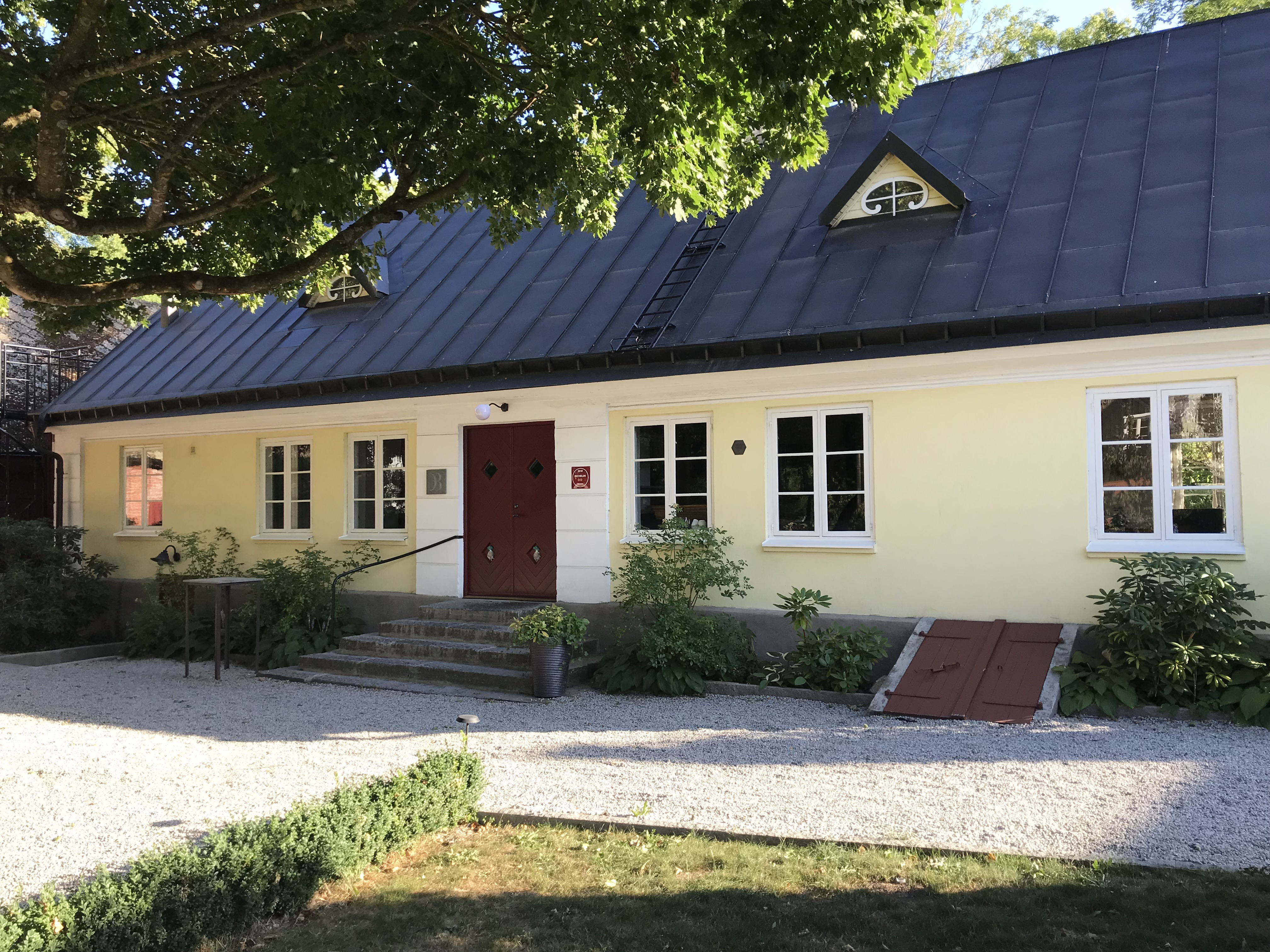
Daniel Berlin-krogen i Skåne-Tranås, 2018.

Daniel Per Martin Berlin, född 16 augusti 1982 i Landskrona, är en svensk krögare.
Efter utbildning till kock på gymnasiet arbetade han hos Thomas Drejing på restaurangen Petri Pumpa i Malmö. Han blev som 26-åring kökschef på Torso Twisted i Malmö. År 2009 övertog han Brummers restaurant i Skåne-Tranås, vilken gjordes om till Daniel Berlin krog. Restaurangen fick 2016 en stjärna i Den röda Michelinguiden, vilket 2018 utökades till två stjärnor. Han mottog utmärkelsen Kockarnas kock 2015, 2016, 2018, 2019 och 2024.
År 2023 öppnade han Vyn Restaurant, som också omfattar ett litet hotell, i närheten av Gislövshammar på Österlen.
Daniel Berlin fick en minnessten på Landskrona Walk of Fame år 2025.